# Acanthodactylus pardalis
Acanthodactylus pardalis (лівійська гребнепала ящірка) — вид ящірок родини ящіркових (Lacertidae). Мешкає в Єгипті і Лівії.

## Поширення і екологія
Лівійські гребнепалі ящірки мешкають на середземноморському узбережжі північно-західного Єгипту та північно-східної Лівії (Киренаїки). Вони живуть в напівпустелях і степах, що ростуть на твердих глинистих ґрунтах, поблизу прибережних солончаків. Самиці відкладають яйця, в кладці від 3 до 7 яєць.

## Збереження
МСОП класифікує цей вид як вразливий. Acanthodactylus pardalis загрожує знищення природного середовища.